# Nubiología

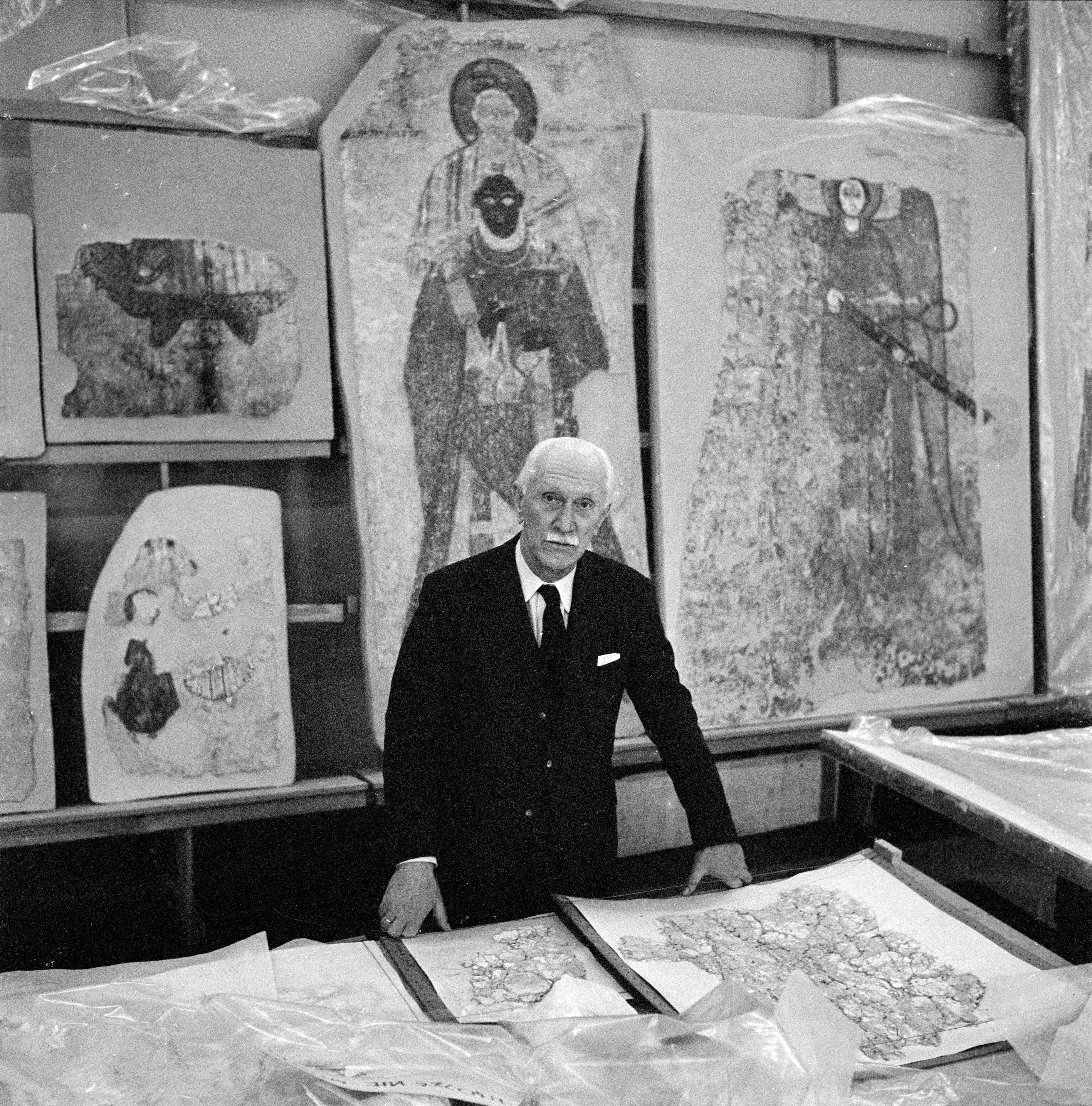
Kazimierz Michałowski, introductor del término nubiología.

La nubiología, también conocida como arqueología de Sudán, es una ciencia, principalmente arqueológica, que está especializada en el estudio científico de la antigua Nubia y sus antigüedades.
Se ocupa de la cultura material y la historia de Nubia, una tierra histórica ubicada en el noreste de África, el sur de Egipto y el norte de Sudán entre la 6ª y la 1ª catarata del Nilo.
La nubiología o arqueología de Sudán ha sido durante mucho tiempo parte de la egiptología y, hasta cierto punto, todavía lo es hoy en día, ya que la mayoría de las inscripciones se escribieron en jeroglíficos egipcios y las culturas de Sudán también estuvieron fuertemente influenciadas por la cultura egipcia durante mucho tiempo.
El creador del término fue el arqueólogo y egiptólogo polaco Kazimierz Michałowski (1901–1981). En un sentido amplio, la nubiología es una ciencia interdisciplinar que se ocupa de la historia y la cultura de las antiguas Nubia, Etiopía y los coptos.
Además, a veces, este término se usa para definir a los eruditos que estudian sitios y culturas antiguas en el sur del Antiguo Egipto.

## Desarrollo
La nubiología es el campo de conocimiento más joven sobre el Oriente cristiano. Cubre toda el área de Nubia y, por lo tanto, el área entre Egipto y Etiopía. La base lingüística es la antigua lengua nubia, que a principios de la Edad Media, en estrecha relación con la lengua copta, se convirtió en una lengua literaria. 
El descubridor de la literatura nubia fue el coptologista Carl Schmidt (1868-1938), que en 1906 compró en El Cairo dos series de papiros del Alto Egipto, en un idioma desconocido, que supusieron correctamente que sería la lengua nubia. Heinrich Schäfer (1868-1957) y Francis Llewellyn Griffith fueron los primeros en leer el idioma nubio. Los autores de la primera gramática y diccionario fueron Hans Abel y Ernst Zychlarz. Leo Reinisch también realizó importantes investigaciones sobre el lenguaje. La historia de Nubia fue tratada por Johann Kraus y Ugo Monnneret de Vilard. 
La mayoría de los primeros arqueólogos que excavaron en Sudán también estaban activos en Egipto. Solo en las últimas décadas la arqueología de Sudán ha intentado establecerse como una disciplina por derecho propio. Los arqueólogos polacos en particular están bien representados con sus excavaciones en los lugares cristianos de Sudán. Allí están asentados el Centro Polaco de Arqueología Mediterránea de la Universidad de Varsovia. En los países de habla alemana, la materia se imparte en la Universidad Humboldt de Berlín.
La nubiología experimentó un importante desarrollo a raíz de la gran campaña de excavaciones con motivo de la construcción de la presa de Asuán (a partir de 1961) y la campaña de la UNESCO (1959-69), durante la cual se descubrieron magníficos monumentos del arte nubio. En 1969 en Essen y en 1972 en Varsovia se celebraron reuniones de científicos que se ocuparon de Nubia y se estableció la Sociedad Internacional de Nubiología. Una de las revistas más importantes de esta ciencia son las publicaciones varsovianas: Nubica. Internationales Jahrbuch für Koptische, Meroitisch-Nubische. Äthiopische Studien y Études et Travaux. Otra publicación importante es Dotawo: A Journal of Nubian Studies.